# بني بونصر (بركين)
بني بونصر هي إحدى مشيخات المملكة المغربية، تتبع جغرافيا لإقليم جرسيف وإداريًا لبركين. يقدر عدد سكانها بـ 3976 نسمة حسب الإحصاء الرسمي للسكان والسكنى لسنة 2004.